# Sant Jaume de Frontanyà
Sant Jaume de Frontanyà è un comune spagnolo di 25 abitanti situato nella comunità autonoma della Catalogna.